# Manfred Horstkötter
Manfred Horstkötter (* 9. April 1940 in Bielefeld) ist ein ehemaliger deutscher Handballspieler.

## Werdegang
Horstkötter begann seine Karriere beim TSV Altenhagen 03, wo er im Jugendbereich je einmal Westfalenmeister und Westdeutscher Vizemeister hinter dem VfL Gummersbach wurde. 1962 wechselte Horstkötter zu Grün-Weiß Dankersen. Mit den Mindenern wurde Horstkötter beim Feldhandball dreimal deutscher Meister und einmal Europapokalsieger. In der Halle wurde er 1971 mit Dankersen deutscher Meister. Ein Jahr später kehrte er nach Altenhagen zurück und wurde als Spielertrainer mit der Mannschaft Westdeutscher Meister.
Während seiner Zeit in Dankersen stieg Horstkötter zum deutschen Nationalspieler auf. 1963 nahm er an der Feldhandball-Weltmeisterschaft in der Schweiz teil, wo die bundesdeutsche Mannschaft das Endspiel gegen die DDR verlor.

## Privates
Von 1964 bis 1996 arbeitete Manfred Horstkötter als Sportlehrer am Friedrichs-Gymnasium in Herford. Heute lebt der Pensionär in Bielefeld-Altenhagen.